# Parioglossus multiradiatus
Parioglossus multiradiatus är en fiskart som beskrevs av Keith, Bosc och Valade 2004. Parioglossus multiradiatus ingår i släktet Parioglossus och familjen Ptereleotridae. Inga underarter finns listade i Catalogue of Life.